# Trương Trung
Trương Trung (chữ Hán: 張中), tên tự là Cảnh Hoa, trong dân gian còn có tên là Trương Bạch Trung hay Trương Trinh Thường, người Lâm Xuyên, Giang Tây, đạo sĩ cuối đời Nguyên, đầu đời Minh. Vì ông thường đội mũ sắt, nên được gọi là Thiết Quan tử hay Thiết Quan đạo nhân (鐵冠道人).

## Cuộc đời
Khi còn trẻ Trương Trung nhiều lần thi tiến sĩ không đỗ, bèn ngao du sơn thủy, gặp dị nhân, học được số học, bàn việc họa phúc phần nhiều là trúng. Chu Nguyên Chương đến Nam Xương, nhờ Đặng Dũ tiến cứ nên được triệu, cho ngồi, hỏi: "Ta xuống Dự Chương, đao không vấy máu, người ở nơi này còn chỗ nào khó chịu không?" Đáp: "Còn đấy. Nơi này sớm tối sẽ đổ máu, nhà cửa bị phá hủy, phủ đệ lớn cũng chỉ còn được một cái điện mà thôi!" Không lâu sau, chỉ huy Khang Thái làm phản, việc xảy ra như lời ông. Rồi lại nói có đại thần trong nước gây biến, nên đề phòng. Đến mùa thu, Bình chương Thiệu Vinh, Tham chánh Triệu Kế Tổ phục binh ở cửa Giáp Bắc mưu làm loạn, việc bị phát giác phải đền tội.
Trần Hữu Lượng vây Nam Xương đã 3 tháng, Chu Nguyên Chương muốn đánh, triệu đến hỏi, bèn đáp: "50 ngày sẽ đại thắng, ngày Hợi Tý bắt được tướng giặc." Nguyên Chương mệnh cho cùng đi, thuyền đến Cô Sơn, không có gió để tiến. Ông bèn dùng phép Động Huyền  mà tế, gió nổi lớn, quân tiến đến Bà Dương. Đại chiến trong hồ, Thường Ngộ Xuân đơn độc xâm nhập, địch bao vây mấy vòng, mọi người lo lắng. Ông nói: "Đừng lo, giờ Hợi (Ngộ Xuân) sẽ tự ra." Quả nhiên như vậy. Quân Ngô liên tiếp đại thắng, Hữu Lượng trúng tên mà chết, 5 vạn quân Trần Hán đầu hàng. Từ lúc Nguyên Chương khởi hành đến khi nhận hàng vừa đúng 50 ngày. Ban đầu Nam Xương bị vây, Nguyên Chương hỏi: "Ngày nào thì giải được (vây)?" Đáp: "Ngày Bính Tuất tháng 7." Đến nay là ngày Ất Dậu, xem lại việc tính lịch, thì ra tháng ấy nhầm mất một ngày, thật là ngày Bính Tuất.
Trương Trung chiêm nghiệm phần nhiều là trúng. Ông tính hẹp hòi nhỏ mọn nên ít hòa hợp với ai. Cùng người nói chuyện, có chỗ nào thua sút, thì làm ầm lên mà gạt phắt lời của họ đi. Người thời bấy giờ xếp Trung vào loại giả rồ bỡn đời. Về sau không rõ kết cục của ông. Minh Thành Tổ lên ngôi, tư niệm công tích, bày quách chiêu hồn, táng ông ở Phượng Dương, sắc phong làm Trương thái sư.